# واين فريزر
واين فريزر (بالإنجليزية: Wayne Frazier) هو لاعب كرة قدم أمريكية أمريكي، ولد في 5 مارس 1939 في إيفرغرين في الولايات المتحدة، وتوفي في 11 مارس 2012 في بريوتون في الولايات المتحدة.